# Justitieombudsmannen (Finland)
Riksdagens justitieombudsman (finska: Eduskunnan oikeusasiamies) eller bara Justitieombudsmannen (finska: Oikeusasiamies) är en myndighet under Finlands riksdag som  övervakar att myndigheter och tjänstemän följer lag i sin verksamhet. Ämbetet inrättades i Finland 1920.

## Verksamhet
Justitieombudsmannens verksamhet liknar dess svenska motsvarighet. Justitieombudsmannens uppgift är att kontrollera att myndigheter och tjänstemän följer lagen och fullföljer sina skyldigheter. Justitieombudsmannen granskar även andra personer i offentlig funktion. En grund i justitieombudsmannens uppdrag är att kontrollera att myndigheter och tjänstemäns hantering av allmänheten och enskilda ärenden följer grundläggande mänskliga rättigheter.  Ett särskilt uppdrag är även att granska polisens användning av övervakning och arbete under täckmantel. 
Justitieombudsmannens befogenheter och ansvar överlappar till viss del justitiekanslerns, men justitieombudsmannen har ett särskilt ansvar för hantering av klagomål från militärer, värnpliktiga, fångar och andra personer i slutna institutioner. Ombudsmannen inspekterar därför regelbundet fängelser, garnisoner och finska fredsbevarande uppdrag utomlands. 
Klagomål till justitieombudsmannen behöver inte vara i någon speciell form och kan enkelt göras på internet. Erinran från justitieombudsmannen ger oftast positiv effekt trots att ämbetet i sig inte kan ändra myndighetsbeslut. Vid allvarliga fall kan ombudsmannen kräva att ett åtal ska hävas, men det är mycket sällsynt.

## Rättslig reglering
Ombudsmannens roll är definierad i Finlands grundlag och lagen (197/2002) om riksdagens justitieombudsman (på finska laki eduskunnan oikeusasiamiehestä). Justitieombudsmannen väljs på en fyraårsperiod och det finns en ombudsman och två biträdande justitieombudsmän. Tillsynen av offentlig makt i Finland sker även genom en justitiekansler.

## Finländska justitieombudsmän
Se Lista över justitieombudsmän i Finland.